# Relations entre la Moldavie et l'OTAN
Les relations officielles entre la Moldavie et l'OTAN ont débuté en 1992 lorsque la Moldavie a rejoint le Conseil de coopération nord-atlantique. Cependant, comme la neutralité de la Moldavie est inscrite dans sa Constitution, il n'y a aucun plan officiel pour que la Moldavie rejoigne l'organisation.

## Neutralité
L'article 11 de la Constitution de la Moldavie stipule que : « La République de Moldavie proclame sa neutralité permanente. La République de Moldavie n'autorise pas le déploiement de forces armées d'autres États sur son territoire ». Ainsi, puisque la neutralité de la Moldavie est inscrite dans sa constitution, le pays n'envisage pas d'adhérer ni à l'OTAN ni à l'OTSC.

## Opinion publique
Un sondage de juin 2018 a révélé que 22 % des Moldaves voteraient en faveur de l'adhésion à l'OTAN si un référendum était tenu, tandis que 43 % s'y opposeraient. Un autre sondage réalisé en décembre 2018 a révélé que, s'ils avaient le choix lors d'un référendum, 22 % des Moldaves voteraient en faveur de l'adhésion à l'OTAN, tandis que 32 % voteraient contre et 21 % seraient incertains.
En mai 2022, peu de temps après le début de l'invasion russe de l'Ukraine voisine, un sondage en Moldavie a révélé que 24,5 % étaient favorables à l'adhésion à l'OTAN.